# Адолф Хютер
Адолф Хютер (на немски: Adolf Hütter) е бивш австрийски футболист и настоящ треньор.

## Кариера

### Кариера като футболист

#### Клубна кариера
Кариерата си на активен футболист от 1989 до 2007 година прекарва в ЛАСК Линц, Райндорф Алтах, ГАК, Аустрия Залцбург и Капфенберг.

#### Национален отбор
Между 1994 и 1997 година записва 14 мача за националния отбор на Австрия, в които се разписва на три пъти.

### Кариера като треньор
Започва кариерата си в треньорската професия в дубъла на Ред Бул Залцбург, където работи в продължение на две години. След това от 2009 до 2012 година води Райндорф Алтах – друг от отборите, в които играе като футболист. След края на сезон 2011/12 поема Грьодиг, и през кампания 2013/14 достига до финала за Купата на Австрия, с което класира тима за Лига Европа за пръв път в клубната история. Успехите му привличат вниманието на Ред Бул – клуба, в който започва треньорската си кариера, и на 16 юни 2014 г. е официално назначен за старши треньор на Червените бикове, с които в рамките на един сезон печели дубъл. Напуска поради неразбирателство с клубното ръководство. От септември 2015 г. е треньор на швейцарския Йънг Бойс.

## Успехи

### Като треньор
Ред Бул Залцбург
- Шампион на Австрия (1): 2014/15
- Носител на Купата на Австрия (1): 2014/15